# Rhamphinina discalis
Rhamphinina discalis är en tvåvingeart som först beskrevs av Townsend 1915.  Rhamphinina discalis ingår i släktet Rhamphinina och familjen parasitflugor.
Artens utbredningsområde är Peru. Inga underarter finns listade i Catalogue of Life.